# Barbara Kux

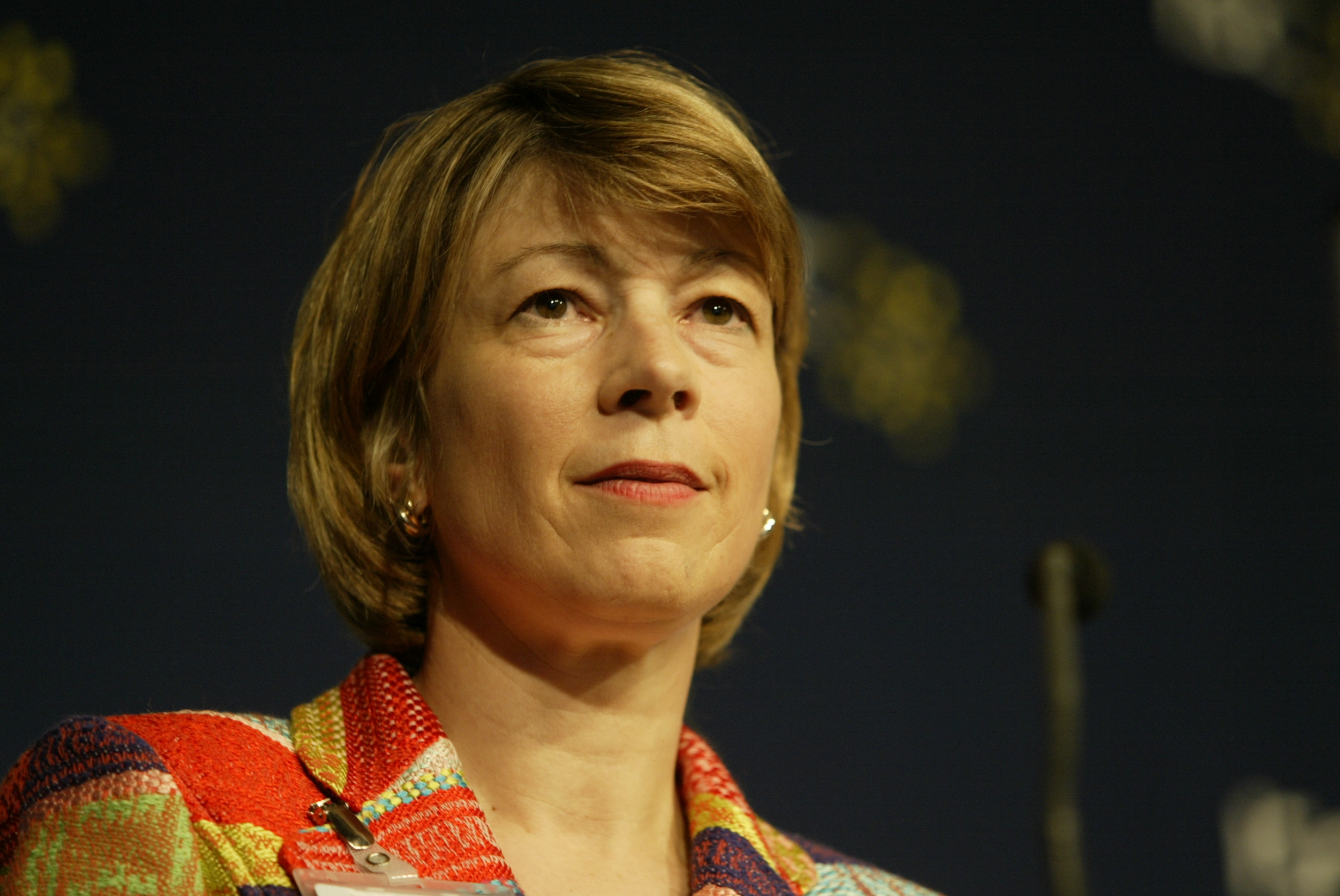
Barbara Kux

Barbara Kux (* 26. Februar 1954 in Zürich) ist eine Schweizer Managerin. Sie ist Mitglied des Aufsichtsrats u. a. bei Total und Henkel. Im November 2008 trat sie als erste Frau in der damals 161-jährigen Unternehmensgeschichte bei Siemens in den Vorstand ein, dem sie fünf Jahre angehörte. Sie war damit auch die zweite Frau im Vorstand eines DAX-Unternehmens.

## Werdegang
Kux absolvierte am INSEAD einen MBA. Sie war Stipendiatin von AFS Interkulturelle Begegnungen. Sie begann 1978 bei Nestlé Deutschland, wo sie zum Marketingmanager aufstieg. Ab 1984 arbeitete sie bei McKinsey in Düsseldorf als Management Consultant. 1989 wechselte sie zu ABB nach Zürich, wo sie als Vice President für Osteuropa zuständig war und den Geschäftsbereich Power Ventures leitete. 1993 kehrte sie zu Nestlé zurück, als Vice President für Zentral- und Osteuropa sowie Landeschefin für Polen. 1999 folgte ein Engagement bei Ford in Wien und Köln als Executive Director, bevor sie 2003 bei Philips erstmals Chefin des Einkaufs wurde und ab 2005 auch für Nachhaltigkeit verantwortlich war. Mit den gleichen Verantwortlichkeiten wurde sie im November 2008 in den Siemensvorstand berufen.
Bei Siemens leitete Kux das neu geschaffene Ressort Supply Chain Management mit einem weltweiten Einkaufsvolumen von zu Anfang 42 Milliarden Euro. Sie reduzierte die Zahl der Lieferanten, bündelte das Einkaufsvolumen und verbesserte so das Konzernergebnis um einen höheren einstelligen Euro-Milliardenbetrag. In Kux' Zeit als Chief Sustainability Officer erhielt das Unternehmen 2011 den Deutschen Nachhaltigkeitspreis für Zukunftsstrategien und wurde mehrfach vom Dow Jones Sustainability Index als nachhaltigstes Unternehmen der Welt über sieben Industriebereiche ausgezeichnet.
Nach ihrer fünfjährigen Amtszeit verließ Kux im November 2013 Siemens, um Aufsichtsfunktionen bei anderen Unternehmen zu übernehmen. Kux ist bereits seit Mai 2011 Aufsichtsratsmitglied bei Total, seit Juli 2013 bei Henkel und Firmenich sowie seit Januar 2014 bei Umicore. Von April 2015 bis Mai 2019 war sie ferner Mitglied im Verwaltungsrat von Engie.
Kux wurde 1995 vom World Economic Forum zum Global Leader of Tomorrow ernannt. Außerdem errang sie in den Jahren 2010 bis 2012 den vierten Platz auf der internationalen Liste der 50 einflussreichsten Wirtschaftsführerinnen von Fortune.
Sie ist Mitglied im Advisory Council von INSEAD  und im Stiftungsrat der Max Schmidheiny-Stiftung.
Seit 2021 ist sie Mitglied im International Advisory Board von Adobe Inc.